# Udinese Calcio
Udinese Calcio, thường được gọi là Udinese, là một đội bóng Ý có trụ sở ở Udine, Friuli-Venezia Giulia, và hiện đang chơi ở Serie A. Thành lập năm 1896, Udinese là đội bóng lâu đời thứ hai ở Serie A, và đội bóng chuyên nghiệp lâu đời thứ 2 ở Ý, sau Genoa C.F.C..
Bộ quần áo truyền thống của đội bóng là áo sọc trắng và đen, quần đen và tất trắng. Đội bóng chơi ở sân vận động Friuli, sân có sức chứa 41.652 người (mặc dù hiện tại tối đa chỉ là 30.900). Đội bóng có một số lượng lớn cổ động viên ở Friuli và khu vực xung quanh, và đội khi được xem là biểu tượng số 1 về niềm tự hào của người dân Friuli.

## Danh hiệu
- UEFA Intertoto Cup: 1
  - 2000
- Mitropa Cup: 1
  - 1980
- Anglo-Italian Cup: 1
  - 1978
- Coppa Italia Primavera: 1
  - 1993
- Campionato Nazionale Primavera: 1
  - 1981
- Coppa Italia Serie C: 1
  - 1978
- Campionato Primavera di serie B: 1
  - 1964

## Cầu thủ

### Đội hình hiện tại
Tính đến ngày 6/9/2024.
Ghi chú: Quốc kỳ chỉ đội tuyển quốc gia được xác định rõ trong điều lệ tư cách FIFA. Các cầu thủ có thể giữ hơn một quốc tịch ngoài FIFA.
| Số | VT | Quốc gia    | Cầu thủ                      |
| -- | -- | ----------- | ---------------------------- |
| 5  | TV | Argentina   | Martín Payero                |
| 6  | TV | Tây Ban Nha | Oier Zarraga                 |
| 7  | TĐ | Chile       | Alexis Sánchez               |
| 8  | TV | Slovenia    | Sandi Lovrić                 |
| 9  | TĐ | Anh         | Keinan Davis                 |
| 10 | TĐ | Pháp        | Florian Thauvin (đội trưởng) |
| 11 | HV | Bờ Biển Ngà | Hassane Kamara               |
| 17 | TĐ | Ý           | Lorenzo Lucca                |
| 19 | HV | Nigeria     | Kingsley Ehizibue            |
| 21 | TĐ | Tây Ban Nha | Iker Bravo                   |
| 22 | TĐ | Brasil      | Brenner                      |
| 23 | HV | Cameroon    | Enzo Ebosse                  |
| 25 | TV | Thụy Điển   | Jesper Karlström             |
| 27 | HV | Bỉ          | Christian Kabasele           |

| Số | VT | Quốc gia  | Cầu thủ                       |
| -- | -- | --------- | ----------------------------- |
| 29 | HV | Slovenia  | Jaka Bijol                    |
| 30 | HV | Argentina | Lautaro Giannetti             |
| 31 | HV | Đan Mạch  | Thomas Kristensen             |
| 32 | TV | Hà Lan    | Jurgen Ekkelenkamp            |
| 33 | HV | Zimbabwe  | Jordan Zemura                 |
| 37 | HV | Pháp      | Axel Guessand                 |
| 40 | TM | Nigeria   | Maduka Okoye                  |
| 66 | TM | Ý         | Edoardo Piana                 |
| 77 | TV | Angola    | Rui Modesto                   |
| 90 | TM | România   | Răzvan Sava                   |
| 93 | TM | Ý         | Daniele Padelli               |
| —  | HV | Pháp      | Isaak Touré (mượn từ Lorient) |
| —  | TV | Pháp      | Arthur Atta (mượn từ Metz)    |

### Các cầu thủ khác trong hợp đồng
Tính đến ngày 4/9/2024
Ghi chú: Quốc kỳ chỉ đội tuyển quốc gia được xác định rõ trong điều lệ tư cách FIFA. Các cầu thủ có thể giữ hơn một quốc tịch ngoài FIFA.
| Số | VT | Quốc gia    | Cầu thủ         |
| -- | -- | ----------- | --------------- |
| —  | TĐ | Tây Ban Nha | Gerard Deulofeu |

### Cho mượn
Tính đến ngày 4/9/2024
Ghi chú: Quốc kỳ chỉ đội tuyển quốc gia được xác định rõ trong điều lệ tư cách FIFA. Các cầu thủ có thể giữ hơn một quốc tịch ngoài FIFA.
| Số | VT | Quốc gia         | Cầu thủ                                           |
| -- | -- | ---------------- | ------------------------------------------------- |
| —  | HV | Cộng hòa Ireland | Festy Ebosele (tại Watford đến 30/6/2025)         |
| —  | HV | Bồ Đào Nha       | Gonçalo Esteves (tại Yverdon-Sport đến 30/6/2025) |
| —  | HV | Argentina        | Nehuén Pérez (tại Porto đến 30/6/2025)            |
| —  | HV | Croatia          | Antonio Tikvić (tại Watford đến 30/6/2025)        |
| —  | TV | Ý                | Marco Ballarini (tại Triestina đến 30/6/2025)     |

| Số | VT | Quốc gia    | Cầu thủ                                      |
| -- | -- | ----------- | -------------------------------------------- |
| —  | TV | Ý           | Simone Pafundi (tại Lausanne đến 31/12/2024) |
| —  | TV | Serbia      | Lazar Samardžić (tại Atalanta đến 30/6/2025) |
| —  | TĐ | Bờ Biển Ngà | Vakoun Bayo (tại Watford đến 30/6/2025)      |
| —  | TĐ | Bồ Đào Nha  | Vivaldo Semedo (tại Vizela đến 30/6/2025)    |

## Các cựu cầu thủ đáng chú ý
Chỉ bao gồm những cầu thủ có ít nhất 100 lần ra sân cho đội bóng, vua phá lưới trong thời gian đá cho đội bóng, hoặc xuất hiện trong một giải đấu World Cup.
| Italy - Valerio Bertotto - Marco Branca - Franco Causio - Morgan De Sanctis - Francesco Dell'Anno - Luigi Delneri - Giuliano Giannichedda - Vincenzo Iaquinta - Paolino Pulici - Dino Zoff - Antonio Di Natale - Franco Causio Brazil - Edinho - Zico - Márcio Amoroso Germany - Oliver Bierhoff - Carsten Jancker Argentina - Roberto Nestor Sensini - Abel Balbo - Daniel Bertoni Costa Rica - Winston Parks Poland - Marek Koźmiński | Spain - Ricardo Gallego Denmark - Thomas Helveg - Martin Jørgensen Ghana - Sulley Muntari - Stephen Appiah - Asamoah Gyan Czech Republic - Marek Jankulovski Egypt - Hazem Emam Chile - David Pizarro - Alexis Sánchez - Mauricio Isla Belgium - Johan Walem Peru - Gerónimo Barbadillo Honduras - Carlos Pavon |

## Lịch sử các huấn luyện viên
|                    | \| Tên \| Quốc tịch \| Năm \| \| ------------------ \| --------- \| --------- \| \| Bora Milutinović \| \| 1987–1988 \| \| Alberto Bigon \| \| 1992–1993 \| \| Giovanni Galeone \| \| 1994–1995 \| \| Alberto Zaccheroni \| \| 1995–1998 \| \| Francesco Guidolin \| \| 1998–1999 \| \| Luigi De Canio \| \| 1999–2000 \| \| Luciano Spalletti \| \| 2000–2001 \| \| Roy Hodgson \| \| 2001–2002 \| \| Luciano Spalletti \| \| 2002–2005 \| \| Serse Cosmi \| \| 2005–2006 \| \| Loris Dominissini \| \| 2006 \| \| Giovanni Galeone \| \| 2006–2007 \| \| Alberto Malesani \| \| 2007 \| \| Pasquale Marino \| \| 2007–2009 \| \| Gianni De Biasi \| \| 2009–2010 \| \| Pasquale Marino \| \| 2010 \| \| Francesco Guidolin \| \| 2010– \| |           |
| Tên                | Quốc tịch | Năm       |
| Bora Milutinović   | Cộng hòa Liên bang Xã hội chủ nghĩa Nam Tư | 1987–1988 |
| Alberto Bigon      | Ý | 1992–1993 |
| Giovanni Galeone   | Ý | 1994–1995 |
| Alberto Zaccheroni | Ý | 1995–1998 |
| Francesco Guidolin | Ý | 1998–1999 |
| Luigi De Canio     | Ý | 1999–2000 |
| Luciano Spalletti  | Ý | 2000–2001 |
| Roy Hodgson        | Anh | 2001–2002 |
| Luciano Spalletti  | Ý | 2002–2005 |
| Serse Cosmi        | Ý | 2005–2006 |
| Loris Dominissini  | Ý | 2006      |
| Giovanni Galeone   | Ý | 2006–2007 |
| Alberto Malesani   | Ý | 2007      |
| Pasquale Marino    | Ý | 2007–2009 |
| Gianni De Biasi    | Ý | 2009–2010 |
| Pasquale Marino    | Ý | 2010      |
| Francesco Guidolin | Ý | 2010–     |

## Các nhà vô địch World Cup
- Franco Causio (Tây Ban Nha 1982)
- Vincenzo Iaquinta (Đức 2006)

## Các huấn luyện viên nổi tiếng
- Bora Milutinović
- Alberto Zaccheroni
- Luciano Spalletti